# Francis Waters
Francis G. Waters, DD, LL.D. (17 de janeiro de 1792 — 23 de abril de 1868) foi um ministro metodista de Baltimore, Maryland, Estados Unidos, e membro fundador da Igreja Metodista Protestante. Ele foi eleito como o primeiro presidente da igreja em 2 de novembro de 1830, e presidiu a convenção geral, na qual a constituição da igreja foi adotada. De 1849 a 1853, Waters serviu como o segundo diretor do Baltimore City College. Ele também serviu duas vezes como diretor do Washington College em Chestertown, Maryland.